# François Duvalier
François Duvalier (14. travnja 1907. – 21. travnja 1971.), poznatiji kao "Papa Doc", haićanski predsjednik od 1957., a diktator od 1964. do svoje smrti 1971. godine.

## Životopis
François Duvalier se rodio 14. travnja 1907. godine u Port-au-Princeu, u obitelji porijeklom s otoka Martinik. Završio je medicinu i radio kao liječnik u ruralnim područjima, stekavši popularnost kod stanovništva zbog učinkovitosti u borbi protiv tifusa. Nakon što je kratko vrijeme 1949. godine bio ministar zdravstva, nakon vojnog udara Paula Magloirea otišao je u ilegalu, koja je trajala do amnestije 1956. godine. Na izborima 1957. godine, koji su bili pod kontrolom vojske, osvojio je vlast, ne prezajući od političkih ubojstava, iznuda, zastrašivanja i manipulacije glasovima.
Kao predsjednik Haitija, Duvalier je vladao autokratski i bio je diktator u pravom smislu te riječi. Plašio je stanovnike domaćom religijom vudu, tvrdeći da je i sam vudu svećenik. Stvorio je vlastiti kult ličnosti. Tajna policija, koja mu je bila direktno odgovorna, bavila se kriminalom i iznudama, a Predsjednička garda je zapravo bila skupina Papa Docovih osobnih tjelohranitelja. Broj žrtava njegovog režima, prema izvješću američkog Kongresa, procjenjuje se na 30 tisuća. Duvalier je imao četvero djece, a nakon njegove smrti 1971. godine, na mjestu predsjednika Haitija naslijedio ga je 19-godišnji sin Jean-Claude.

## Vanjske poveznice
|  | Zajednički poslužitelj ima stranicu o temi François Duvalier |